# Flexible Use of Airspace
Ten artykuł należy dopracować:

przedstawiono sytuację tylko z polskiej perspektywy – artykuł powinien być przekrojowy.
Pomóż go poprawić. Na stronie dyskusji mogą znajdywać się pomocne komentarze.
Flexible Use of Airspace (dosłownie: elastyczne użytkowanie przestrzeni powietrznej) – koncepcja opracowana i przygotowana przez europejską organizację Eurocontrol, z przeznaczeniem do wprowadzenia we wszystkich krajach Europejskiej Konferencji lotnictwa Cywilnego (ECAC). 
Elastyczne użytkowanie przestrzeni powietrznej dzieli się na trzy podstawowe etapy (ASM):
1. Strategiczne zarządzanie przestrzenią powietrzną (ASM-1)
2. Przedtaktyczne zarządzanie przestrzenią powietrzną (ASM-2)
3. Taktyczne zarządzanie przestrzenią powietrzną (ASM-3)
ASM-1 zajmuje się generalnie rzecz biorąc planowaniem i strategicznym zarządzaniem przestrzenią powietrzną. Ośrodki wyznaczone do tych celów tworzą - w porozumieniu ze wszystkimi użytkownikami - różnorodne elementy przestrzeni powietrznej, takie jak CTR, TMA, MATZ, drogi lotnicze, strefy TRA, TSA, TFR i wiele innych. Dzięki ich pracy powstaje duża złożona struktura przestrzeni powietrznej. W Polsce funkcję taką pełni Ośrodek Planowania Strategicznego Polskiej Agencji Żeglugi Powietrznej, który dodatkowo zajmuje się również przygotowywaniem i koordynowaniem rezerwacji przestrzeni powietrznej na potrzeby ćwiczeń, zawodów lotniczych, pokazów i tak dalej. Tu powstają także wszelkie plany związane ze zmianą przestrzeni powietrznej na skutek np. propozycji krajów sąsiednich, wymagań europejskich, wdrażania różnorodnych programów ogólnoeuropejskich takich jak DMEAN, SESAR czy SES itp.
ASM-2, nieco upraszczając, zbiera zamówienia na wykorzystanie przestrzeni powietrznej na dzień jutrzejszy, dokonuje ich analizy i - gdy pojawia się konflikt (np. z tej samej strefy TSA chcą korzystać dwa podmioty, których zadania wzajemnie się wykluczają) - rozwiązuje go. Na tym poziomie jest przygotowywany tzw AUP (Plan Użytkowania Przestrzeni Powietrznej - Airspace Use Plan) na dany dzień, dystrybuowany następnie do wszystkich zainteresowanych użytkowników, dostępny także na stronie www.amc.pansa.pl. Plan ten określa m.in., które elementy przestrzeni powietrznej będą zajęte w dniu następnym. Informacje te są niezwykle istotne dla pilotów przede wszystkim lotnictwa ogólnego (General Aviation), którzy są zainteresowani wykonaniem lotu z widocznością (VFR) - są oni zobowiązani do OMIJANIA wszystkich zajętych (aktywnych) elementów przestrzeni powietrznej (np. TSA) lub uprzedniego uzyskania zezwolenia na wlot do takiej aktywnej przestrzeni (np. CTR, ATZ).
ASM-3 zarządza taktycznie przestrzenią powietrzną (czyli w czasie rzeczywistym). Jeśli np. jeden z użytkowników zakończył loty w określonej przestrzeni wcześniej niż planował, ASM-3, czyli AMC może przydzielić tę przestrzeń innemu użytkownikowi. AMC pilnuje również, by np. zamówiona przez kogoś przestrzeń nie pozostawała niezajęta. Jeśli w ciągu pewnego czasu od chwili zaplanowanej aktywności w przestrzeni nie zaczną się loty użytkownika, który tę przestrzeń rezerwował, AMC ma prawo unieważnić zamówienie tego użytkownika i przydzielić dany element przestrzeni innemu.
Wprowadzenie FUA wyeliminowało wcześniej stosowane praktyki częstego zamawiania przestrzeni na "zapas", uniemożliwiania lotów innym użytkownikom we "własnych" strefach, przypisanych np. jakiemuś lotnisku i tak dalej. W myśl koncepcji FUA przestrzeń powietrzna jest dobrem wspólnym, ogólnonarodowym - z przestrzeni mają prawo korzystać wszyscy użytkownicy.
FUA jest wprowadzona w różnych krajach europejskich w różnym stopniu - mniej lub bardziej zaawansowanym, dlatego też stosowane procedury mogą być różne, w zależności od kraju.

## Powołanie Airspace Management Cell
Wprowadzenie w Polsce elastycznego zarządzania przestrzenią powietrzną spowodowało powołanie specjalnego organu cywilno-wojskowego (AMC - Airspace Management Cell), którego zadaniem jest przydzielanie przestrzeni powietrznej dla potrzeb wszystkich użytkowników - zarówno cywilnych jak i wojskowych. Dodatkowo organ ten - z mocy prawa - rozwiązuje konflikty interesów pomiędzy stronami, które chciałby korzystać jednocześnie z tego samego obszaru przestrzeni powietrznej. 
Przykład: Jeśli dwóch użytkowników chciałoby latać w tymczasowo wydzielonej strefie (TSA - Temporary Segregated Area) o numerze 15 w tym samym dniu, tych samych godzinach i w tym samym przedziale wysokości, pracownicy AMC dokonują odpowiednich uzgodnień i podejmują decyzję który z nich otrzyma takie zezwolenie. Drugi zainteresowany musi albo poczekać aż pierwszy skończy loty, albo wystąpić o przydział innej strefy.
Dzięki wprowadzeniu tej koncepcji znacznemu uproszczeniu uległa procedura zamawiania przestrzeni. Zainteresowany użytkownik wypełnia stosowny formularz, a następnie wysyła go do AMC. AMC rozpatruje prośbę, koordynuje ją z innymi zamówieniami złożonymi na dany dzień i podejmuje decyzję kto będzie z danej przestrzeni korzystał, w jakich godzinach itp. 
Organ AMC wydaje codziennie specjalną depeszę o nazwie Plan Użytkowania Przestrzeni Powietrznej (AUP - Airspace Use Plan) oraz aktualizacje do tego planu (UUP). Z depesz tych załogi statków powietrznych mogą się dowiedzieć jakie strefy i komu zostały przydzielone, jakiego rodzaju działania będą się w nich odbywały oraz kto zarządza taką tymczasową przestrzenią w czasie wykonywania w niej lotów.

## Konsekwencje wprowadzenia FUA
Wprowadzenie nowoczesnego zarządzania przestrzenią powietrzną według zasad FUA spowodowało także odebranie niektórym lotniskom przydzielonych im kiedyś na stałe stref lotów. FUA ograniczyła do najbardziej niezbędnego minimum takie strefy i wprowadziła tymczasowo przydzielane i aktywowane (dla potrzeb zamawiających je użytkowników) struktury przestrzeni powietrznej.